# Crematogaster ambigua
Crematogaster ambigua är en myrart som beskrevs av Santschi 1926. Crematogaster ambigua ingår i släktet Crematogaster och familjen myror. Inga underarter finns listade i Catalogue of Life.